# نبرد فرانکلین (۱۸۶۴)
نبرد فرانکلین جنگی بود که در ۳۰ نوامبر ۱۸۶۴ در فرانکلین تنسی درگرفت و به عنوان بخشی از نبرد فرانکلین–نشویل از جنگ داخلی آمریکا محسوب می‌شود. این نبرد یکی از بدترین فاجعه‌های جنگ برای ارتش ایالات مؤتلفه تلقی می‌کنند. سرهنگ ارتش موتلفه ژنرال جان بل هود از ارتش تنسی تعداد زیادی عملیات تهاجمی بر روی مواضع مستحکم نیروهای ارتش اتحادیه تحت فرمان ژنرال جان ام. شوفیلد انجام داد. با این حال او نتوانست از عقب‌نشینی برنامه‌ریزی شده شوفیلد به نشویل جلوگیری نماید.
شش تهاجم پیاده‌نظام نیروهای مؤتلفه به قوت هجده گردان با ۱۰۰ هنگ و شمار تقریباً ۲۰۰۰۰ نفر که گاهی به نام «تهاجم پیکت غرب» خوانده می‌شود منجر به شکست فاجعه باری برای ارتش تنسی شد و فرماندهی ارتش تنسی—چهارده ژنرال موتلفه (شش کشته و هفت زخمی و یک اسیر) و ۵۵ تن از فرماندهان هنگ‌ها کشته شدند. پس از این شکست در برابر ژنرال جورج توماس و بدنبال آن شکست در نبرد نشویل، ارتش تنسی با تعداد نصف نفراتشان در آغاز نبرد از صحنه نبرد عقب‌نشینی کرد و تا انتهای جنگ‌های داخلی نتوانست به عنوان نیروی مؤثری عمل کند.

## نگارخانه

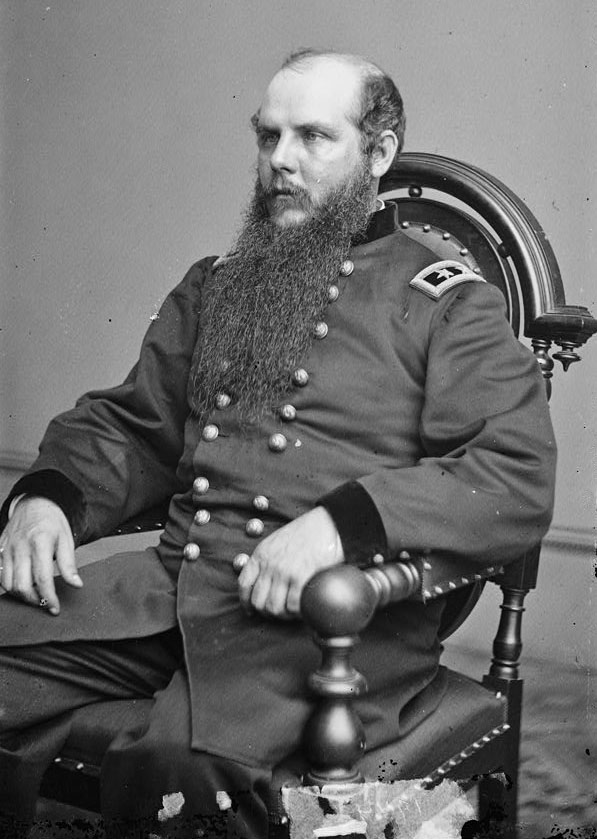
میجر ژنرال جان شفیلد
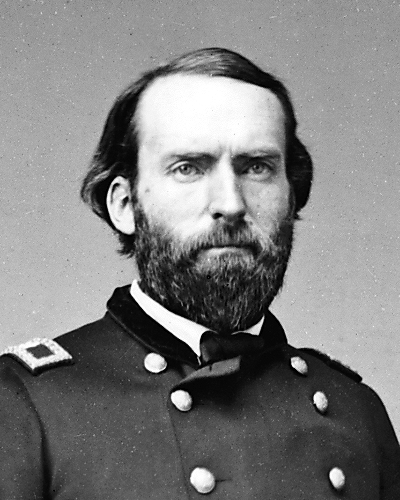
میجر ژنرال دیوید اسلون
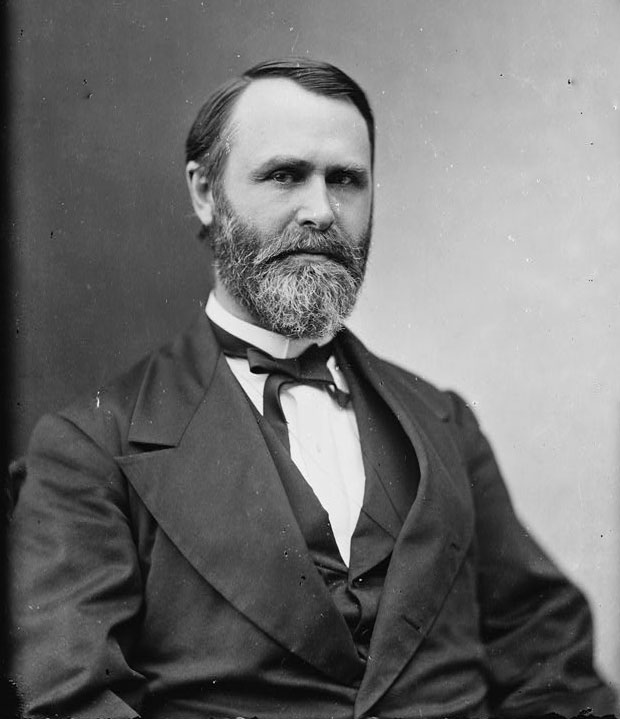
بریجدر ژنرال جیکوب دالسون کوکس
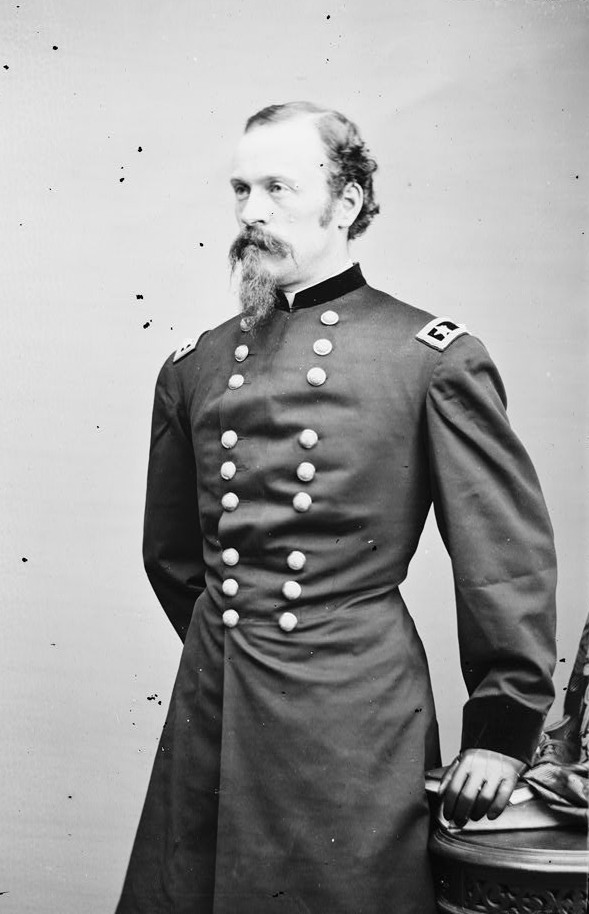
میجر ژنرال حیمز ویلسون